# Vladislavs Gabovs
Vladislavs Gabovs (Riga, 13 luglio 1987) è un ex calciatore lettone, di ruolo difensore.

## Carriera

### Club
Ha cominciato la sua carriera giovanissimo nel Multibanka Rīga, squadra con la quale arrivò secondo in 1. Līga 2003. L'anno seguente passò all'Auda, debuttando in Virslīga: alla prima stagione in massima serie totalizzo 20 presenze con una rete all'attivo, ma la sua squadra finì ultima, retrocedendo. Nel 2005 fu tra i giocatori giovani a costituire la rosa dell'Olimps: con questa squadra (fatta da esclusivamente da Under-23) retrocesse nuovamente dopo i play-out contro il Ditton.
Andò quindi all'estero, con gli estoni del TVMK: qui rimase per due stagioni, vincendo una Coppa d'Estonia e una Supercoppa d'Estonia.
Tornò in patria al Daugava Daugavpils, ma anche questa esperienza non fu positiva: nonostante il quinto posto finale, infatti, il club non si iscrisse in massima serie per problemi economici retrocedendo. Passò quindi ai cugini del Dinaburg, ma la sorte fu la medesima: nonostante un buon quarto posto sul campo la squadra fu declassata all'ultimo posto per uno scandalo che coinvolse i vertici del club. Fece però in tempo ad esordire in una gara valida per le qualificazioni all'Europa League disputata il 2 luglio 2009 contro gli estoni del Nõmme Kalju.
La musica cambiò decisamente quando passò nel Ventspils: qui, in due stagioni ha vinto una Baltic League, un campionato lettone e una Coppa di Lettonia, quest'ultima giocando tra l'altro da titolare la finale contro il Metalurgs.
Nel 2012 si trasferisce al Metta/LU, formazione neopromossa in Virslīga; ottenuta la salvezza si trasferisce nel 2013 allo Skonto.
L'anno successivo passa ai russi del Sokol Saratov e, dopo appena cinque partite, ai polacchi del Korona Kielce.
Nel 2017 si trasferisce a Cipro con il Pafos FC, mentre nell'estate del 2018 torna in patria con il Riga FC.

### Nazionale
Ha esordito nelle nazionali lettoni nel 2003, in una partita valida per le qualificazioni agli Europei Under-17 contro la Slovacchia
Ha disputato sei partite con l'Under-19 e otto con l'Under-21, senza mettere a segno reti.
Il 24 maggio 2013 ha giocato la sua prima partita in nazionale, l'amichevole contro il Qatar; è entrato nei minuti finali al posto di Ritvars Rugins. Pochi giorni più tardi disputò la sua prima gara valida per le Qualificazioni al campionato mondiale di calcio 2014 contro la Bosnia ed Erzegovina: entrò nell'ultima mezz'ora al posto di Vladimirs Kamešs.
Dopo altre due presenze entrando dalla panchina fu titolare nell'amichevole contro l'Estonia: la sua gara durò 69 minuti, prima di essere sostituito dallo stesso Kamešs; quattro minuti prima fu ammonito per la prima volta in nazionale.

## Statistiche

### Cronologia presenze e reti in Nazionale
| Cronologia completa delle presenze e delle reti in nazionale ― Lettonia | Cronologia completa delle presenze e delle reti in nazionale ― Lettonia | Cronologia completa delle presenze e delle reti in nazionale ― Lettonia | Cronologia completa delle presenze e delle reti in nazionale ― Lettonia | Cronologia completa delle presenze e delle reti in nazionale ― Lettonia | Cronologia completa delle presenze e delle reti in nazionale ― Lettonia | Cronologia completa delle presenze e delle reti in nazionale ― Lettonia | Cronologia completa delle presenze e delle reti in nazionale ― Lettonia |
| Data                                                                    | Città                                                                   | In casa                                                                 | Risultato                                                               | Ospiti                                                                  | Competizione                                                            | Reti                                                                    | Note                                                                    |
| ----------------------------------------------------------------------- | ----------------------------------------------------------------------- | ----------------------------------------------------------------------- | ----------------------------------------------------------------------- | ----------------------------------------------------------------------- | ----------------------------------------------------------------------- | ----------------------------------------------------------------------- | ----------------------------------------------------------------------- |
| 24-5-2013                                                               | Doha                                                                    | Qatar                                                                   | 3 – 1                                                                   | Lettonia                                                                | Amichevole                                                              | -                                                                       | 74’                                                                     |
| 28-5-2013                                                               | Duisburg                                                                | Lettonia                                                                | 3 – 3                                                                   | Turchia                                                                 | Amichevole                                                              | -                                                                       | 63’                                                                     |
| 7-6-2013                                                                | Riga                                                                    | Lettonia                                                                | 0 – 5                                                                   | Bosnia ed Erzegovina                                                    | Qual. Mondiali 2014                                                     | -                                                                       | 59’                                                                     |
| 14-8-2013                                                               | Tallinn                                                                 | Estonia                                                                 | 1 – 1                                                                   | Lettonia                                                                | Amichevole                                                              | -                                                                       | 65’                                                                     |
| 6-9-2013                                                                | Riga                                                                    | Lettonia                                                                | 2 – 1                                                                   | Lituania                                                                | Qual. Mondiali 2014                                                     | -                                                                       |                                                                         |
| 10-9-2013                                                               | Atene                                                                   | Grecia                                                                  | 1 – 0                                                                   | Lettonia                                                                | Qual. Mondiali 2014                                                     | -                                                                       |                                                                         |
| 11-10-2013                                                              | Vilnius                                                                 | Lituania                                                                | 2 – 0                                                                   | Lettonia                                                                | Qual. Mondiali 2014                                                     | -                                                                       | 72’                                                                     |
| 15-11-2013                                                              | Dublino                                                                 | Irlanda                                                                 | 3 – 0                                                                   | Lettonia                                                                | Amichevole                                                              | -                                                                       | 57’                                                                     |
| 5-3-2014                                                                | Skopje                                                                  | Macedonia                                                               | 2 – 1                                                                   | Lettonia                                                                | Amichevole                                                              | -                                                                       |                                                                         |
| 3-9-2014                                                                | Riga                                                                    | Lettonia                                                                | 2 – 0                                                                   | Armenia                                                                 | Amichevole                                                              | -                                                                       | 72’                                                                     |
| 10-10-2014                                                              | Riga                                                                    | Lettonia                                                                | 0 – 3                                                                   | Islanda                                                                 | Qual. Euro 2016                                                         | -                                                                       |                                                                         |
| 13-10-2014                                                              | Riga                                                                    | Lettonia                                                                | 1 – 1                                                                   | Turchia                                                                 | Qual. Euro 2016                                                         | -                                                                       | 38’                                                                     |
| 16-11-2014                                                              | Amsterdam                                                               | Paesi Bassi                                                             | 6 – 0                                                                   | Lettonia                                                                | Qual. Euro 2016                                                         | -                                                                       |                                                                         |
| 31-3-2015                                                               | Leopoli                                                                 | Ucraina                                                                 | 1 – 1                                                                   | Lettonia                                                                | Amichevole                                                              | -                                                                       |                                                                         |
| 12-6-2015                                                               | Riga                                                                    | Lettonia                                                                | 0 – 2                                                                   | Paesi Bassi                                                             | Qual. Euro 2016                                                         | -                                                                       | 37’                                                                     |
| 3-9-2015                                                                | Konya                                                                   | Turchia                                                                 | 1 – 1                                                                   | Lettonia                                                                | Qual. Euro 2016                                                         | -                                                                       |                                                                         |
| 6-9-2015                                                                | Riga                                                                    | Lettonia                                                                | 1 – 2                                                                   | Rep. Ceca                                                               | Qual. Euro 2016                                                         | -                                                                       | 33’                                                                     |
| 10-10-2015                                                              | Reykjavík                                                               | Islanda                                                                 | 2 – 2                                                                   | Lettonia                                                                | Qual. Euro 2016                                                         | -                                                                       |                                                                         |
| 13-10-2015                                                              | Riga                                                                    | Lettonia                                                                | 0 – 1                                                                   | Kazakistan                                                              | Qual. Euro 2016                                                         | -                                                                       |                                                                         |
| 13-11-2015                                                              | Belfast                                                                 | Irlanda del Nord                                                        | 1 – 0                                                                   | Lettonia                                                                | Amichevole                                                              | -                                                                       |                                                                         |
| 25-3-2016                                                               | Trnava                                                                  | Slovacchia                                                              | 0 – 0                                                                   | Lettonia                                                                | Amichevole                                                              | -                                                                       |                                                                         |
| 29-3-2016                                                               | Gibilterra                                                              | Gibilterra                                                              | 0 – 5                                                                   | Lettonia                                                                | Amichevole                                                              | -                                                                       |                                                                         |
| 1-6-2016                                                                | Liepāja                                                                 | Lettonia                                                                | 2 – 1                                                                   | Lituania                                                                | Coppa del Baltico 2016                                                  | -                                                                       |                                                                         |
| 4-6-2016                                                                | Tallinn                                                                 | Estonia                                                                 | 0 – 0                                                                   | Lettonia                                                                | Coppa del Baltico 2016                                                  | -                                                                       |                                                                         |
| 2-9-2016                                                                | Riga                                                                    | Lettonia                                                                | 3 – 1                                                                   | Lussemburgo                                                             | Amichevole                                                              | -                                                                       |                                                                         |
| 6-9-2016                                                                | Andorra la Vella                                                        | Andorra                                                                 | 0 – 1                                                                   | Lettonia                                                                | Qual. Mondiali 2018                                                     | -                                                                       |                                                                         |
| 7-10-2016                                                               | Riga                                                                    | Lettonia                                                                | 0 – 2                                                                   | Fær Øer                                                                 | Qual. Mondiali 2018                                                     | -                                                                       |                                                                         |
| 10-10-2016                                                              | Riga                                                                    | Lettonia                                                                | 0 – 2                                                                   | Ungheria                                                                | Qual. Mondiali 2018                                                     | -                                                                       |                                                                         |
| 13-11-2016                                                              | Faro                                                                    | Portogallo                                                              | 4 – 1                                                                   | Lettonia                                                                | Qual. Mondiali 2018                                                     | -                                                                       | 76’                                                                     |
| 25-3-2017                                                               | Ginevra                                                                 | Svizzera                                                                | 1 – 0                                                                   | Lettonia                                                                | Qual. Mondiali 2018                                                     | -                                                                       | 56’                                                                     |
| 10-10-2017                                                              | Riga                                                                    | Lettonia                                                                | 4 – 0                                                                   | Andorra                                                                 | Qual. Mondiali 2018                                                     | -                                                                       | 65’                                                                     |
| 13-11-2017                                                              | Kosovska Mitrovica                                                      | Kosovo                                                                  | 4 – 3                                                                   | Lettonia                                                                | Amichevole                                                              | -                                                                       |                                                                         |
| 25-3-2018                                                               | Gibilterra                                                              | Gibilterra                                                              | 1 – 0                                                                   | Lettonia                                                                | Amichevole                                                              | -                                                                       | 65’                                                                     |
| 2-6-2018                                                                | Riga                                                                    | Lettonia                                                                | 1 – 0                                                                   | Estonia                                                                 | Coppa del Baltico 2018                                                  | -                                                                       |                                                                         |
| 9-6-2018                                                                | Liepāja                                                                 | Lettonia                                                                | 1 – 3                                                                   | Azerbaigian                                                             | Amichevole                                                              | -                                                                       |                                                                         |
| 6-9-2018                                                                | Riga                                                                    | Lettonia                                                                | 0 – 0                                                                   | Andorra                                                                 | UEFA Nations League 2018-2019 - 1º turno                                | -                                                                       |                                                                         |
| 9-9-2018                                                                | Tbilisi                                                                 | Georgia                                                                 | 1 – 0                                                                   | Lettonia                                                                | UEFA Nations League 2018-2019 - 1º turno                                | -                                                                       |                                                                         |
| 15-11-2018                                                              | Astana                                                                  | Kazakistan                                                              | 1 – 1                                                                   | Lettonia                                                                | UEFA Nations League 2018-2019 - 1º turno                                | -                                                                       |                                                                         |
| 21-3-2019                                                               | Skopje                                                                  | Macedonia del Nord                                                      | 3 – 1                                                                   | Lettonia                                                                | Qual. Euro 2020                                                         | -                                                                       |                                                                         |
| 24-3-2019                                                               | Varsavia                                                                | Polonia                                                                 | 2 – 0                                                                   | Lettonia                                                                | Qual. Euro 2020                                                         | -                                                                       | 80’                                                                     |
| Totale                                                                  |                                                                         | Presenze                                                                | 41                                                                      |                                                                         | Reti                                                                    | 0                                                                       |                                                                         |

## Palmarès

### Club
- Campionati lettoni: 3

Ventspils: 2011
Riga FC: 2018, 2019
- Coppe di Lettonia: 1

Ventspils: 2010-2011
Riga FC: 2018
- Baltic League: 1

Ventspils: 2009-2010
- Coppa di Estonia: 1

TVMK: 2005-2006
- Supercoppa d'Estonia: 1

TVMK: 2006